# Poblado de Minas del Marquesado
El poblado de Minas del Marquesado, también conocido como poblado minero de Alquife o barrio de Los Pozos, es un área residencial que se encuentra situado en el término municipal de Alquife, perteneciente a la provincia de Granada (Andalucía, España). Este núcleo de población se desarrolló durante el siglo XX al calor de la explotación de las minas de Alquife, si bien en la actualidad se encuentra deshabitado en su mayor parte.

## Historia
Las primeras edificaciones de la zona son de comienzos del siglo XX y corresponden a algunas viviendas del staff de la empresa británica que entonces operaba las minas. Sería ya bajo iniciativa de la Compañía Andaluza de Minas cuando se impulsó la urbanización, durante las décadas de 1950 y 1960, articulándose una barriada que se situaba al Este de la cantera y de las escombreras. El poblado minero se mantuvo funcional hasta 1996, fecha en que las minas fueron clausuradas. Los yacimientos dejaron de explotarse debido a los bajos precios del hierro en el mercado internacional. En ese último año el poblado fue abandonado totalmente y se produjo un gran declive económico en la comarca. Desde esa fecha, las infraestructuras del recinto han sufrido numerosos daños y expolios.

## Características
El barrio de Los Pozos consta de dos sectores bien diferenciados por la vía de ferrocarril: el barrio viejo al noroeste y el barrio nuevo al sureste. El primero data de 1930 y el segundo se le encargó al arquitecto granadino Ambrosio del Valle Sáenz, que reflejó su ordenación en planos firmados en 1962. La importancia del conjunto arquitectónico reside en que el poblado minero de Alquife constituye uno de los primeros ejemplos del Movimiento Moderno en la provincia de Granada. En menor medida, también contiene un ejemplo de la arquitectura regionalista andaluza de la década de 1930.
Las comodidades del poblado fueron muy superiores a otros poblados homónimos, contando con edificios públicos de gran ambición arquitectónica: colegios, capilla, club de obreros, club de ingenieros, cine, piscina, hospital y campo de deportes. Las viviendas eran unifamiliares y formaban hasta seis grupos tipológicos: grandes chalets de una planta destinados a los ingenieros, viviendas pareadas de una planta para los cuadros técnicos y viviendas más modestas para los capataces y obreros. Cabe destacar cómo la arquitectura refleja la jerarquía de la empresa, tanto en viviendas como en equipamientos.